# Nenciulești (okręg Vâlcea)
Nenciulești – wieś w Rumunii, w okręgu Vâlcea, w gminie Tetoiu. W 2011 roku liczyła 412 mieszkańców.